# Mastophora catarina
Mastophora catarina är en spindelart som beskrevs av Levi 2003. Mastophora catarina ingår i släktet Mastophora och familjen hjulspindlar. Inga underarter finns listade i Catalogue of Life.